# Palacio de Alkorremi
El Palacio de Alkorremi es un edificio imaginario creado por William Beckford en su novela Gótica Vathek.
Según la narración de Beckford, fue levantado por Motassemel, padre del califa Vathek, en la colina de los Caballos Píos de donde se otea la ciudad de Samará. A diferencia de sus predecesores, Vathek ordenó construir cinco alas al palacio, destinados a satisfacer cada uno de los sentidos del califa. En la primera ala, dispuso de mesas repletas siempre de los más deliciosos manjares, renovados continuamente cuando se enfriaban. También se incluyó los más delicados vinos y los mejores licores que manaban de cien fuentes que nunca se secaban. Aquella ala de palacio recibía el nombre de El festín continuo, o también llamada El insaciable.
La segunda ala del palacio, se conocía como El templo de la Melodía o El Néctar del alma. Donde albergaba a los músicos y los poetas más importantes de la época. Quienes se ubicaban en grupos por los alrededores, que vibraban con sus cantos.
Las delicias de los Ojos o Sustento de la Memoria, era la tercera ala del palacio, En él se daban cita todo tipo de rarezas traídas de los cuatro rincones del mundo, pudiéndose contemplar una galería de pinturas del célebre Mani, y unas estatuas que parecían animadas. Aquí la perspectiva lograba engañar el sentido de la vista; allá la magia de la óptica conseguía, plácidamente, confundirla.
El palacio de los Perfumes o Incitación a la Voluptuosidad, era la tercera ala del palacio. Esta se había dividido en varias salas. Abajo del palacio, había un gran jardín, parar disipar la embriaguez que producía aquel lugar, donde se pudiera respirar un aire suave y reparador.
El quinto palacio, que recibía el nombre de Reducto de la Alegría, o El peligro. Se encontraban un harén de muchachas bellas y obsequiosas como huríes, quienes jamás se cansaban de acoger a quienes el Califa quisiera darles de compañero.
Aunque la situación del Palacio es incierta, pues cuando Vathek se fue de viaje hacia el palacio de la Iblis, y poco después una serie de motines, y protestas desbancaron al burócrata de Vathek, para luego quemar aquel estupendo palacio.

## Referencia Bibliográfica
- Beckford, William. Vathek, cuento árabe (con sus tres Episodios). Madrid: Alianza Editorial, 1993.

- Datos: Q6057853